# Российская энергетическая неделя
Российская энергетическая неделя (РЭН) — крупнейший международный форум, посвящённый актуальным вопросам в сфере энергетики. В форуме принимают участие представители правительств разных стран, руководители крупнейших российских и зарубежных энергетических компаний и организаций, учёные и эксперты. Форум проводится с 2017 года.
Организаторами форума являются Министерство энергетики РФ и правительство Москвы, а оператором — Фонд Росконгресс. Организационный комитет возглавляет вице-премьер РФ Александр Новак.

## История
27 сентября 2016 года Российская энергетическая неделя была учреждена распоряжением правительства России по предложению Министерства энергетики РФ.

## РЭН-2017
Первая Российская энергетическая неделя прошла с 3 по 7 октября 2017 года в Москве и Санкт-Петербурге. Темой пленарного заседания в Москве была «Энергия для глобального роста». В заседании приняли участие президент РФ Владимир Путин и президент Венесуэлы Николас Мадуро. Форум посетили 25 министров из 18 стран и более 10 тысяч человек. Было подписано 18 соглашений в энергетической сфере. Путин заявил о подготовке России к «посленефтяной эпохе» и планах увеличить поставки сжиженного природного газа в Европу и Азию.

## РЭН-2018
Вторая РЭН прошла с 3 по 6 октября 2018 года в Москве. Основной темой форума была «Устойчивая энергетика для меняющегося мира». В форуме участвовали представители из разных стран, включая первого вице-премьера Сербии Ивицу Дачича, а также более 20 иностранных министров и 30 глав дипкорпуса. Участниками из России были вице-премьер Дмитрий Козак, министр энергетики Александр Новак, мэр Москвы Сергей Собянин и другие. Всего форум посетили более 9,5 тыс. человек. Было подписано 10 соглашений, включая протокол о поставке российской нефти в Казахстан. Путин подтвердил реализацию проекта «Северный поток -2», несмотря на противодействие США, и прокомментировал обвинения в отравлении Скрипалей.

## РЭН-2019
Третья Российская энергетическая неделя прошла с 2 по 5 октября 2019 года. Тема пленарного заседания: «Энергетическое партнерство для устойчивого развития». Помимо Путина, выступили генеральный секретарь ОПЕК Мохаммед Сануси Баркиндо и главы корпораций Exxon Mobil и BP. Участвовали 15 иностранных министров, 44 главы дипкорпуса, 24 губернатора и три члена правительства РФ, включая вице-премьера Дмитрия Козака. Форум посетили свыше 10 тыс. участников из 115 стран. В рамках пленарной сессии Путин сообщил о готовности России подписать с Украиной соглашение по транзиту газа в Европу и подтвердил, что Украина останется транзитером после запуска «Северного потока – 2». Также он выразил несогласие с использованием детей в политических целях, комментируя выступление Греты Тунберг на Генассамблее ООН.

## РЭН-2020
C 10 по 11 декабря 2020 года на ВДНХ прошла бизнес-сессия и выставочная экспозиция компании Siemens, посвященная декарбонизации.

## РЭН-2021
Четвертая Российская энергетическая неделя прошла с 13 по 15 октября 2021 года в Москве. Мероприятие собрало 2500 участников из более чем 80 стран, а в деловой программе состоялось 32 мероприятия с участием 204 спикеров. Ключевым событием стало пленарное заседание с участием Владимира Путина. Президент России в своем выступлении подчеркнул, что последствия пандемии и колебания на региональных энергетических рынках показали важность стабильной работы топливно-энергетического комплекса (ТЭК) для современного мира. В ходе дискуссии обсуждались последствия кризиса, вызванного COVID-19, роль ОПЕК+, энергосбережение и климатические соглашения. Форум посетили официальные представители из многих стран, включая министров из Азербайджана, Бразилии, Венгрии и других.

## РЭН-2022
Пятая Российская энергетическая неделя прошла с 12 по 14 октября в Москве, собрав более 3000 участников из России и 83 стран. В деловой программе состоялось более 70 мероприятий с участием свыше 270 спикеров.
Ключевым событием стало пленарное заседание с участием Президента России Владимира Путина, который отметил важность стабильной энергетической безопасности и социальной газификации. В дискуссиях участвовали высокопоставленные лица из России и других стран, обсуждая влияние геополитики на энергетический рынок, перспективы развития нефтегазового сектора и роль международных организаций.
На Форуме были подписаны 30 соглашений, включая меморандумы о сотрудничестве с международными партнерами. Большое внимание уделялось экологической и социальной повестке, технологическому суверенитету и цифровой трансформации. В рамках мероприятия также прошла церемония награждения лауреатов международной премии «Глобальная энергия».
Форум посетили министры из 15 стран, главы дипломатических корпусов и представители международных организаций. Среди участников были высокопоставленные российские чиновники и представители крупного бизнеса, а также более 700 представителей компаний из разных стран.

## РЭН-2023
Шестой Международный форум «Российская энергетическая неделя» прошел с 11 по 13 октября 2023 года в Москве. Мероприятие собрало более 5000 участников из 84 стран, включая представителей правительств, крупных энергетических компаний, ученых и экспертов.
Ключевым событием стало пленарное заседание с участием Владимира Путина и Премьер-министра Ирака Мухаммеда Судани. Президент России призвал к расширению энергетических обменов между двумя странами.
В деловой программе состоялось свыше 70 мероприятий с участием более 225 спикеров. Форум привлек внимание международного сообщества к сотрудничеству с Россией в энергетической сфере. Участие приняли 21 иностранный министр, главы дипломатических миссий и международных организаций.
На РЭН-2023 были вручены премии «Глобальная энергия» и «Энергия пера». Также было подписано 28 соглашений и меморандумов о сотрудничестве между российскими и зарубежными компаниями и организациями.

## РЭН-2024
Седьмой международный форум «Российская энергетическая неделя» прошел с 26 по 28 сентября 2024 в Москве, собрав более 5300 участников из 81 страны. Мероприятия проходили на двух площадках: в ЦВЗ «Манеж» и Гостином дворе. На форум прибыли министры и делегаты из 15 стран: Египта, Ирана, Пакистана, Южно-Африканской Республики, Мали, Сенегала, Экваториальной Гвинеи, Республики Конго, Афганистана, Йемена, Мьянмы, Лаоса, Узбекистана, Беларуси и Сербии.
Ключевым событием стало пленарное заседание с участием Владимира Путина и президента Экваториальной Гвинеи Теодоро Обианг Нгема Мбасого. Президент России в своем выступлении заявил, что наивысшие темпы роста прогнозируются в развивающихся странах «Глобального Юга», прокомментировал решение западных стран отказаться от российских энергоносителей, назвав это их выбором в пользу более дорогих альтернатив. Путин отметил мировое лидерство России в атомной сфере и анонсировал запуск нового национального проекта.
Деловая программа включала около 55 мероприятий с участием 350 спикеров по пяти тематическим направлениям. Особое внимание уделялось международному сотрудничеству, в том числе в рамках БРИКС.
На форуме вручили премию «Глобальная энергия» трем ученым и наградили победителей конкурса «Энергия пера». Было подписано 28 соглашений о сотрудничестве.